# Kurasz
Kurasz (ukr. Кураш) – wieś na Ukrainie, w rejonie dąbrowickim obwodu rówieńskiego.
Wieś magnacka położona była w końcu XVIII wieku w powiecie pińskim województwa brzeskolitewskiego.
Dawniej: wieś Kurasz w gminie Dąbrowica (powiat sarneński).